# Русский спорт (1882—1895)
Русский спорт — коннозаводческий журнал, с иллюстрациями. 
Первоначально его издателем-редактором его был С. А. Попов. В 1882—1884 годах журнал издавался сперва в Санкт-Петербурге и выходил два раза в месяц. После его смерти, вдова А. М. Попова перенесла издание в Москву. С 1888 года оно стало выходить еженедельно. Редакторами были: С. П. Яковлев и князь С. П. Урусов, который с 1891 года стал и соиздателем журнала. В 1894 году князя Урусова сменил С. Г. Гербильский. Журнал издавался до 1895 года. 